# درجة حرارة الإثارة
درجة حرارة الإثارة ({\displaystyle T_{\rm {ex}}}) (تسمى عادة درجة حرارة الدوران لخط الهيدروجين أو خط 21 سم) يتم تحديدها لمجموعة من الجسيمات من خلال معامل بولتزمان. وهي تحقق العلاقة
{\displaystyle {\frac {n_{\rm {u}}}{n_{\rm {l}}}}={\frac {g_{\rm {u}}}{g_{\rm {l}}}}\exp {(-{\frac {\Delta E}{kT_{\rm {ex}}}})},}
حيث يمثل nu وnl عدد الجسيمات في الحالة العليا (أي  المثارة) والحالة السفلى (أي  الخمود)، وgu وgl أوزانهم الإحصائية على التوالي.
وبذلك تكون درجة حرارة الإثارة هي الدرجة التي نتوقع عندها الحصول على نظام بهذه النسبة من التجمعات المستوية. ومع ذلك، فليس لها معنى فيزيائي فعلي إلا عند التوازن الديناميكي الحراري الموضعي. ويمكن أن تكون درجة حرارة الإثارة سلبية لنظام بمستويات معكوسة (مثل المايزر).